# Tricentra rubella
Tricentra rubella là một loài bướm đêm trong họ Geometridae.